# Американски сладководни миноги
Американските сладководни миноги (Ichthyomyzon) са род Ранни безчелюстни риби от семейство миногови (Petromyzontidae).
Таксонът е описан за пръв път от Шарл Фредерик Жирар през 1858 година.

## Видове
- Ichthyomyzon bdellium
- Ichthyomyzon castaneus
- Ichthyomyzon fossor
- Ichthyomyzon gagei
- Ichthyomyzon greeleyi
- Ichthyomyzon hirudo
- Ichthyomyzon unicuspis